# Cetanserina
Cetanserina é um fármaco da classe dos anti-hipertensivos e antagonista dos receptores de serotonina 5-HT2. É indicado nas vasculopatias, doença de Raynaud e hipertensão leve e moderada. Antagoniza os receptores de serotonina de forma seletiva. Sua ação foi descoberta por investigadores da Janssen Pharmaceutica em 1980.

## Reações adversas
O fármaco é considerado bem tolerado na maioria dos pacientes e não apresenta reações adversas significativas. Foram registrados alguns sintomas na sua utilização como boca seca, fadiga, náuseas e diarreias.